# Çaybaşı
Çaybaşı là một huyện thuộc tỉnh Ordu, Thổ Nhĩ Kỳ. Huyện có diện tích 165 km² và dân số thời điểm năm 2007 là 15108 người, mật độ 92 người/km².